# Eoanthidium clypeare
Eoanthidium clypeare är en biart som först beskrevs av Morawitz 1873.  Eoanthidium clypeare ingår i släktet Eoanthidium och familjen buksamlarbin. Inga underarter finns listade i Catalogue of Life.